# HD 106252 b
HD 106252 b (بالإنجليزية: HD 106252 b)‏ الذي يرمز له بالرمز HD 106252b، هو كوكب خارج المجموعة الشمسية، في كوكبة العذراء، يتبع HD 106252 ‏.

## الاكتشاف
اكتشف في 4 أبريل 2001.